# Mayuki Makiguchi
Mayuki Makiguchi (牧口 真幸, Makiguchi Mayuki, Aichi, 9 de dezembro) é uma dubladora japonesa, afiliada da 81 Produce.

## Trabalhos

### Anime
2006
- Zenmai Zamurai (pessoa da cidade)
- Death Note (garota)

2007
- Over Drive (pessoa do auditório)
- Sore Ike! Anpanman (Knot-chan)
- Bamboo Blade  (Iguchi, estudante)
- Mega Man Star Force (MC)

2008
- Aria (estudante novato)
- Gintama (Maguko)
- Golgo 13 (filha de Mario, secretária)
- Scarecrowman: The Animation (garoto)
- Antique Bakery (cliente)
- Senryoku Usagi
- Soul Eater  (Mizune, Risa, Gaya, estudante, mulher)
- XxxHolic: Kei (estudante A e B)
- Miracle! Mikika (Akari Oshiushi)
- Major (fã de Hisaya)
- Rosario + Vampire (estudante)

2009
- Kimi ni Todoke (Eriko Hirano)
- Genji Monogatari Sennenki (esposa C, mulher C)
- Whispered Words (Azusa Aoi)[1]
- Shin Mazinger Shougeki! Z Hen (Roll)
- Zettai Karen Children (estudante)
- Sore Ike! Anpanman (Kuma Dai, Croissant Princess)
- Duel Masters  (criança B, garota C)
- Pandora Hearts (estudante)
- Beyblade: Metal Fusion (Lina Mekoyama, garoto 2, pessoa do auditório A)

2010
- Maid Sama! (garoto A)
- The World God Only Knows (Izumi Ishikiri)
- K-On! (estudante)
- Keshikasu-kun (Minako)
- Romance of the Three Kingdoms
- Tatakau Shisho (Rati)
- Tegami Bachi Reverse (garota do hospital)
- Duel Masters (criança B, garota, Chai)
- Naruto Shippuden (Tanushi)
- Bakuman (loucutora)
- Fortune Arterial (garota)

2011
- A Channel (criança)
- Cardfight Vanguard (Maron, Yuri Usui, World Tree)
- The World God Only Knows II (estudante, Kikki, Alumni, loucutora, Meruko)
- Kimi ni Todoke (Eriko Hirano)
- Sket Dance (Yukino)
- The Mystic Archives of Dantalian  (garoto D)
- Naruto Shippuden (criança)
- Bakuman
- Hyouge Mono (esposa)
- Pokémon: Diamond & Pearl (Yaoki)

2012
- Cardfight Vanguard: Asia Circuit (Yuri Usui)
- Zoobles! (Harry, Earl)
- Hiiro no Kakera

2013
- Cardfight Vanguard: Asia Circuit (Yuri Usui, rainha Y)
- Robocar Poli (Helly)[2]
- Pokémon XY (Serena)[3]